# ノバティながの
ノバティながのは、大阪府河内長野市本町24-1にある南海電気鉄道高野線河内長野駅に隣接する地方型の大型商業施設（駅ビル）である。
南海が営業していたころはノバティながのNANKAIと称されることもあった。

## 概要
1960年代から盛んに造成されるようになった河内長野市のニュータウンにふさわしい駅が求められるようになり、南海電気鉄道、西友、河内長野市などが出資した第三セクター「河内長野都市開発」が河内長野駅周辺の再開発事業の一環として1989年4月20日に開業した。2005年4月1日からは同鉄道の完全子会社南海都市創造が営業を行うが、2009年に南海都市創造と西友は撤退し、その後継としてサンプラザが核店舗となって営業している。なお、撤退した南海都市創造は2010年10月1日に解散した。
2009年に中核店舗であった西友が経営難を理由に撤退した際には、北館の約80％が空き床、売上げが約85％減少、450人の雇用が喪失した。その後の数か月間は床を集約しながらの暫定営業となったが、後継核店舗の選定と大型専門店の誘致、約2.09億円を投じたリニューアル工事を経て、現在は再び多くのテナントが入居し全面営業を再開している。
立地としては、一日平均乗降数45,000人級の南海近鉄の乗換駅とコンコースで直結し、かつ450台以上の専用駐車場を保有しているためアクセスは比較的良い。売上高は約63億円で、1日平均来客数は約11,000人。

## 全体構造
河内長野駅前のバスターミナルを取り囲むように、北館、南館が駅舎と3つのペデストリアンデッキによって連結されている。西側は長野商店街駅前大通りに面している。

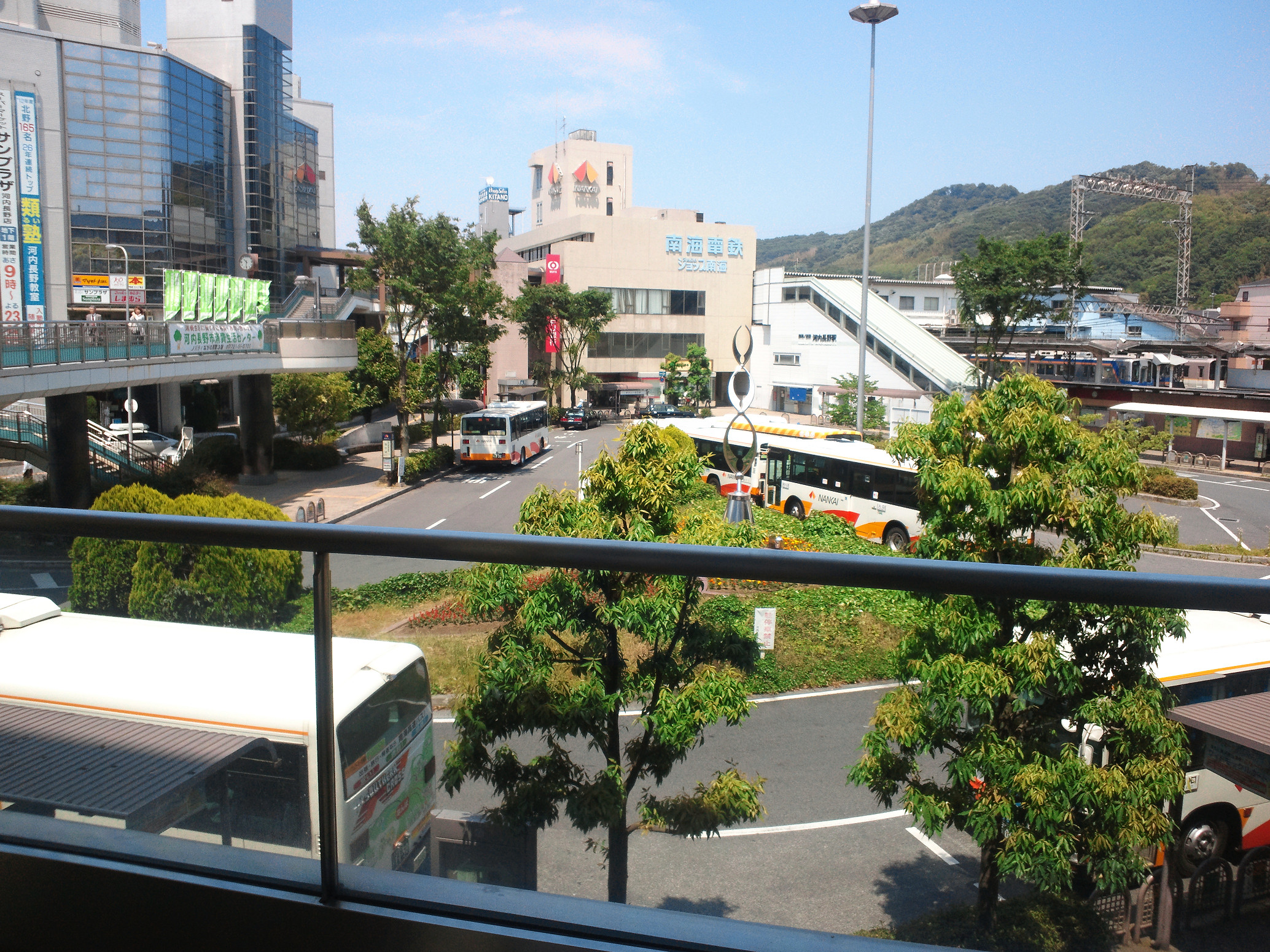
河内長野駅周辺
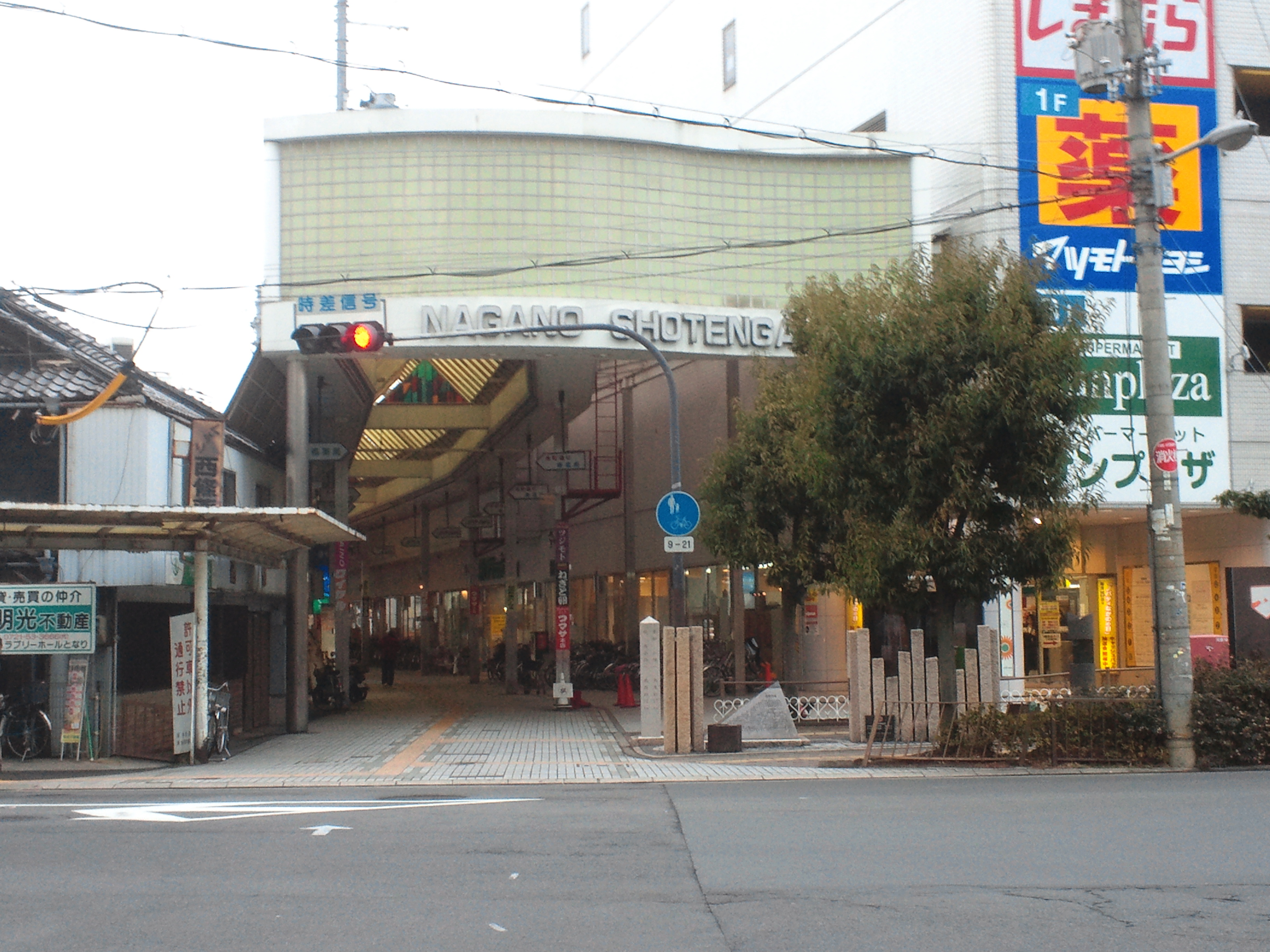
長野商店街 駅前大通り
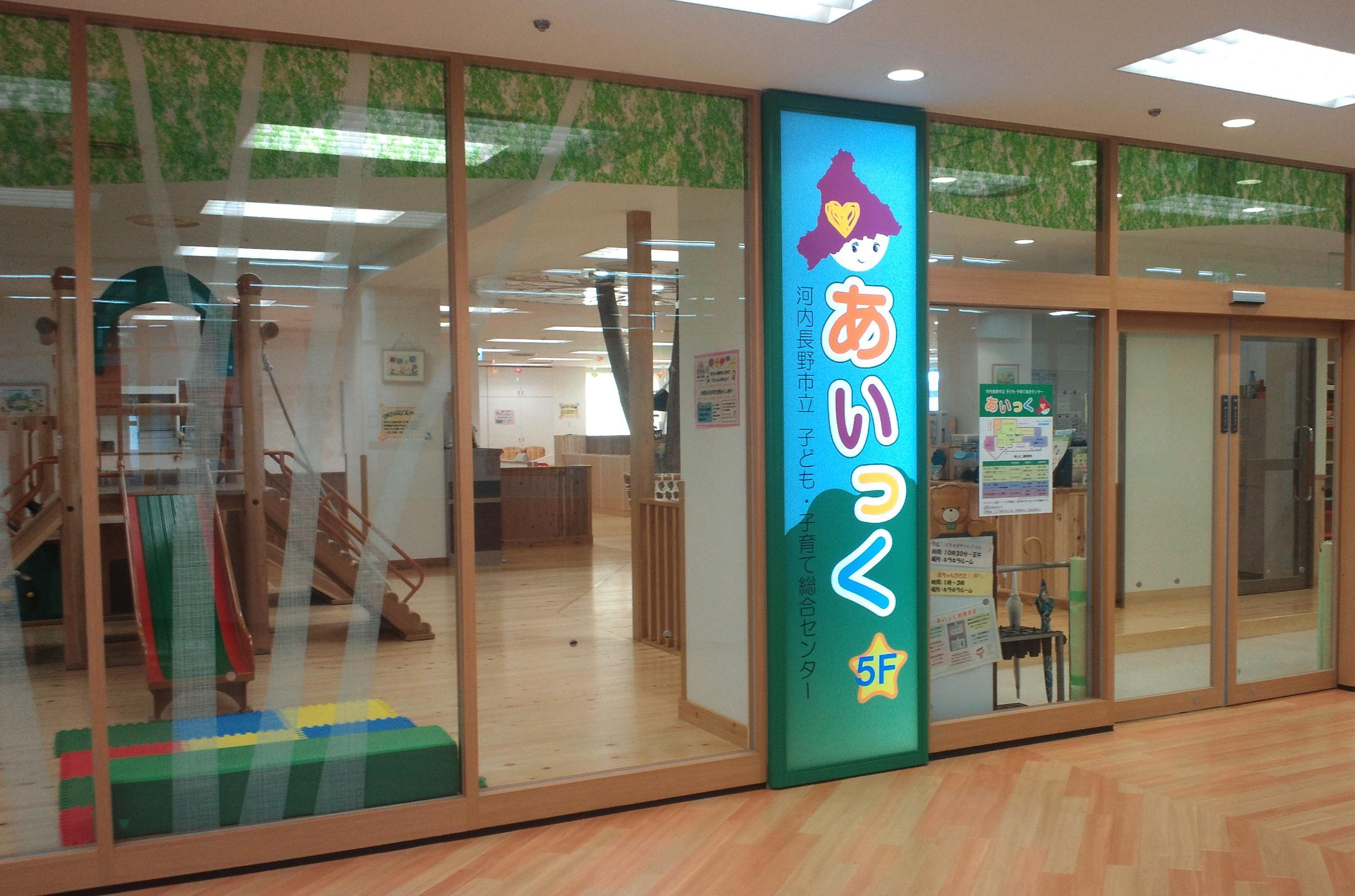
北館5階 あいっく

### ノバティながの北館
地上5階、地下1階建ての延床面積20,119m2。駅舎とは3階、南館とは2階からペデストリアンデッキで連絡している。なお、5階は学習塾の馬渕教室と河内長野市立の子育て支援施設あいっく、4階はキャンドゥや文教堂書店などのチェーン店、1階から3階は主に専門店街としまむら、地下1階は食品スーパーサンプラザが入居している。
なお、専門店が閉店する20:00以降、および月１回程度の専門店休業日には、階段およびエスカレーターは閉鎖され、エレベータのみ利用できる（ただし、1階と地下1階を結ぶ階段は利用できる）。

#### 主な入居施設

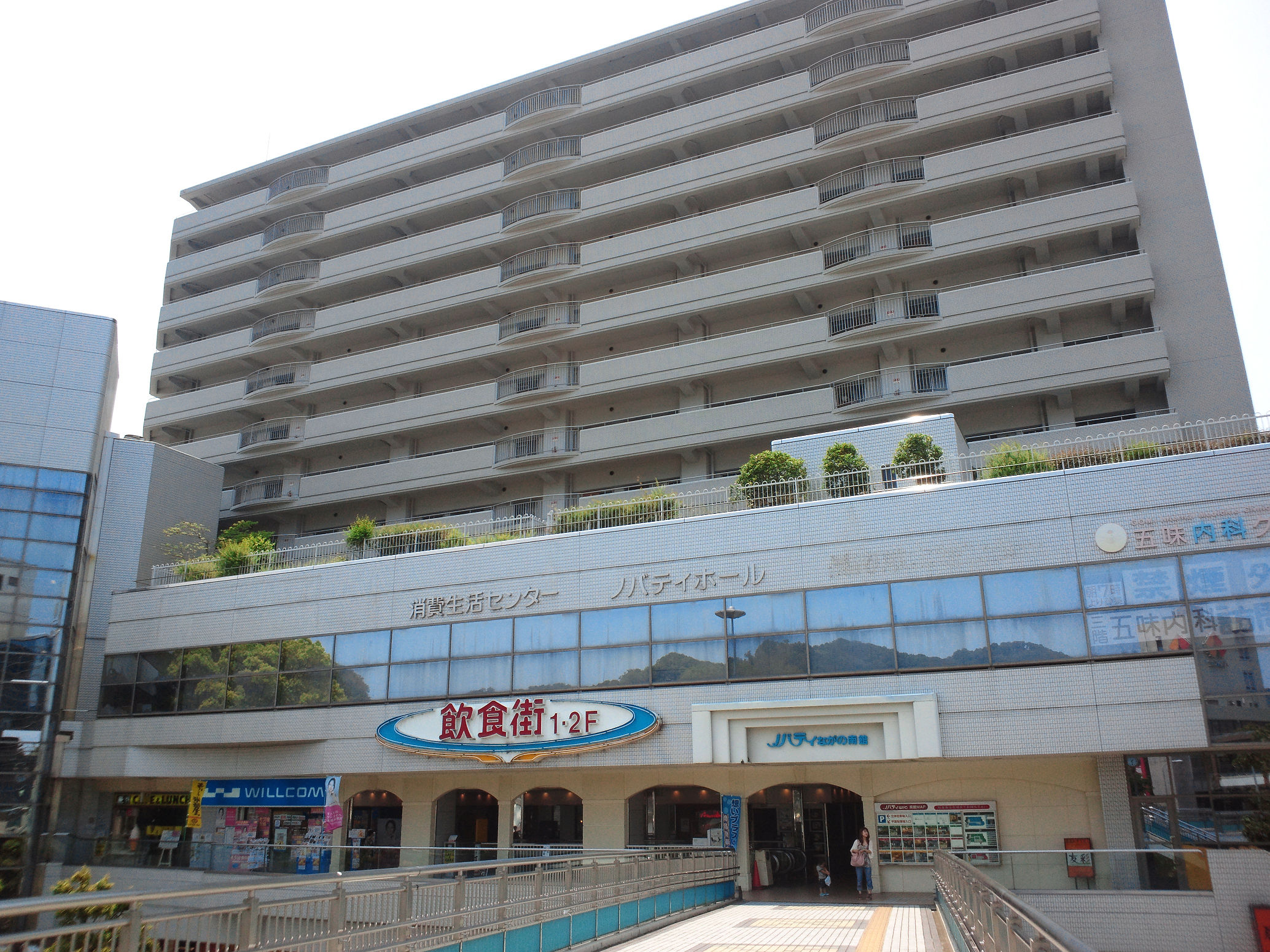
ノバティながの南館（西ウイング）

5F
- あいっく[※ 1]（河内長野市子ども・子育て総合センター）
- 馬渕教室

4F - 雑貨
- 文教堂書店（書籍）
- WORLD HOUSE[※ 2]（BOX型フリーマーケット）
- わくわくアミーゴ[※ 3]（ゲームセンター）
- キャンドゥ[※ 4]（100円ショップ）
- ステーショナリーB2[※ 5]（文具・雑貨）

3F - 衣類

| - Deargo（レディス） - ファッションYou（婦人服） - カーロ（陶器・雑貨） - パーク・ランド（婦人服） - RIO（婦人服） - Tink（婦人インナー） - UP TRIME（婦人服） | - サイバーランド（携帯電話） - ハニーズ（婦人服） - 手芸の丸十（手芸用品） - モアザンユー（喫茶） - ヤング長野（ジーンズ） - CROCEED（クロシード）（靴） |

2F - 衣類

| - きものくすもと（呉服・きもの） - WHITE PARI（婦人服） - モーゼ（婦人服） - TaNaKa（婦人服） - ノエル（婦人服） - 呉服いのさか（呉服・洋装品） - FUNCLUB（美容室） | - Tira、TiraⅡ（レディス） - フリーポート（婦人服） - ジュエル フジミ（宝石・時計） - SOO（婦人服） - アント・ルーシー（喫茶） - しまむら（衣料品） |

1F - 薬・雑貨

| - ワイム・シエナ（婦人服） - アビ・コレクション（婦人服） - ツルザワ（果物） - マルゼン薬局（医薬品） - merry copain（服飾雑貨） - ストーンガーデン（パワーストーン） - リペアマジック（靴修理・合カギ） - アートギャラリー T&T（雑貨等） - サロット（喫茶） - コンディトライ ビーネン（洋菓子） - コマサ（化粧品） - リフォームブティック（洋服直し） | - 工房 オカウチ（時計・宝飾修理） - セフティ（婦人服） - WING（婦人靴） - ブティックUNO（婦人服） - バラエティ101（雑貨） - マツモトキヨシ（医薬品） - JJコレクション（ブランド貴金属買取り） - ハロー!パソコン教室 - ほけんセブン（保険） - 印ショップ 戸賀（はん・印刷） - ラフィネ（リラクゼーション） |

B1F - 食品
- サンプラザ
- 寿司ゆう[※ 43]
- 緑香園[※ 44]
- 酒蔵にしおか[※ 45]

### ノバティながの南館

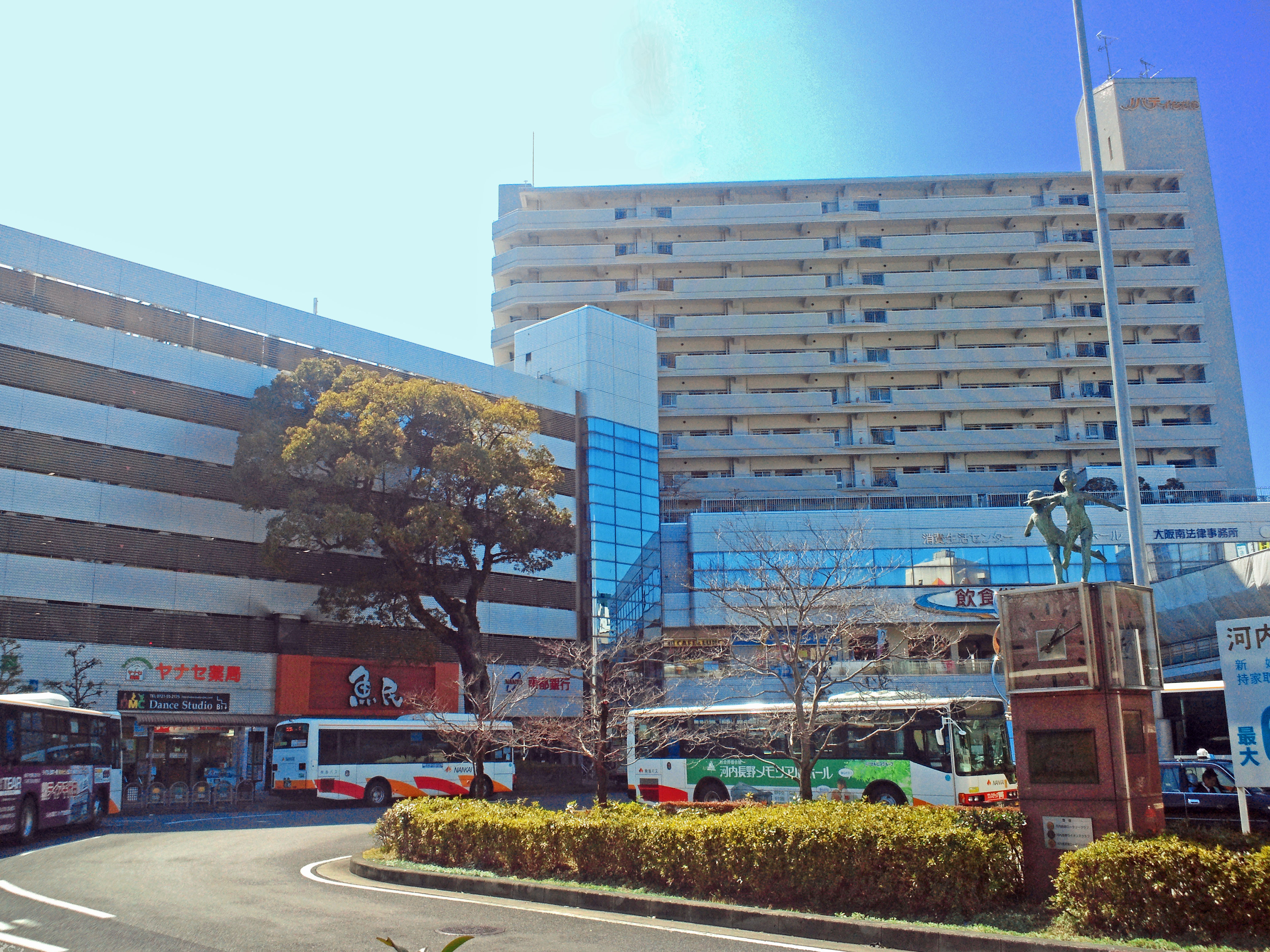
ノバティながの南館 外観

地上12階建ての延床面積17,222m2。西ウイングは地上1階から3階までは飲食店街と公共施設が入居しており、4階から12階には駅直結マンション「フロンテージ長野」がある。東ウイングには1階に商業施設がロータリーに面しているほか、屋上までが立体駐車場となっている。また、駐車場に関しては地下駐輪場と平面駐車場も含めて450台の収容能力がある。北館と駅舎とは2階からペデストリアンデッキで連絡している。

#### 主な入居施設
西ウイング 
4F-12F
- フロンテージ長野

3F
- 河内長野駅前市民センター
  - ノバティホール
  - 消費生活センター
- 大阪南法律事務所[※ 46]
- 五味内科クリニック[※ 47]

2F
- 麺坊 万作[※ 48]（そば・うどん・丼物）
- 成研会クリニック[※ 49]（内科・心療内科・精神科）
- 友彩（飲食）
- グランド・ママ[※ 50]（飲食）
- ウィルコムプラザ[※ 51]（携帯電話）
- スパゲティハウス[※ 52]（スパゲティ）
- アスナル[※ 53]（洋食）

1F
- ミリオン電器[※ 54]（家電販売修理）
- 居酒屋おおきた[※ 55]
- 酒房なまくら[※ 56][5]（天野酒）
- SHIVA[※ 57]（カレー専門店）
- ミスタードーナッツ（喫茶）
- ロッテリア（飲食）

 東ウイング 
1F
- おはぎの丹波屋（和菓子）
- 南都銀行
- 魚民[※ 58]（居酒屋）
- ヤナセ薬局[※ 59]
- シバモト歯科[※ 60]
- 石駒[※ 61]（石材）

その他
- DMCダンススタジオ
- 立体駐車場
- 地下駐輪場

## 沿革
- 1989年4月20日 - 河内長野駅の再開発事業の一環として西友、南海を中核店舗に開業[1]。
- 2005年4月1日 - 南海電鉄から分社化された南海都市創造が管理を開始。
- 2008年12月22日 - 6期連続の赤字で経営不振が続いていた西友がノバティながの北館からの撤退を表明する。
- 2009年
  - 3月 - 南海都市創造が撤退し、南海営業の専門店が撤退する。
  - 4月 - 西友が撤退し、無印良品などの北館の一部が空きテナントとなる。継続営業する店舗を1階～3階の暫定営業ゾーンに集約し、リニューアル工事を開始する。
  - 7月 - 西友が撤退した北館地下1階にサンプラザが食品フロアとして先行開業する。
  - 11月 - 北館1階から4階の営業が再開し、全面リニューアルオープンとなる。
- 2010年9月30日 - 南館3階にある駅前市民センター内の河内長野市役所長野窓口センターを閉鎖。
- 2011年3月 - 河内長野駅がバリアフリー化を含めたリニューアル工事が完了。
- 2012年10月27日 - 河内長野市立子ども・子育て総合センター「あいっく」が開設。これによって北・南の全館が開業した。
- 2013年4月 - 北館と南館間のペデストリアンデッキの屋根設置工事を完了。

## 交通アクセス
- 南海高野線・近鉄長野線河内長野駅下車後すぐ[6]
- 国道170号旧道沿い。駐車場は450台で、第1立体駐車場、第2駐車場(平面)、第3駐車場、北館駐輪場がある[4]。ノバティながの利用者は2時間無料。